# Newcastle (Nebraska)
Pour les articles homonymes, voir Newcastle.
Newcastle est un village situé dans l’État américain du Nebraska, dans le comté de Dixon.
Le village, établi à environ 40 km de Sioux City, Iowa, comptait 299 habitants en 2000.